# Monaco Info
Monaco Info est une chaîne de télévision d'information nationale monégasque axée sur la proximité et crée sous le nom de Monaco à la Une, en 1995. Organe de communication officiel de l’État monégasque, elle fait suite à la transformation dès octobre 1993 de Télé Monte-Carlo (TMC) en chaîne thématique française.

## Histoire
La chaîne, créée en 1995 sous le nom de Monaco à la Une Images est créée sur le réseau câblé monégasque MC Câble. Elle est rebaptisée Monaco Info en 2003. « Tout ce qui se passe à Monaco est sur Monaco Info ».
Cette chaîne s'affirme comme un média local de proximité, qui supplée au déficit d'information concernant la principauté consécutif à la prise de contrôle de TMC par le groupe Canal+ en 1993, qui transforme la chaîne monégasque en chaîne thématique française. En effet, TMC diffusait chaque soir un journal télévisé (dont la durée variait de 10 à 30 minutes en 1992) réalisé depuis Monaco et présentant l'actualité en principauté et en Provence voisine.
Dès septembre 1993, TMC a confié la réalisation de son journal télévisé de dix minutes à Euronews qui a fait le choix d'une information plus internationale et française, au détriment de l'information locale. Monaco à la Une, fraîchement lancée, a alors pour but de proposer chaque jour un journal d’information afin de couvrir l’actualité officielle du Prince et la vie à Monaco.
Le 14 janvier 2013, la chaîne commence à émettre en haute définition.

## Diffusion
A Monaco, la chaîne est accessible sur le service universel (réseau câblé), canal 2. Monaco Info est également disponible sur le canal 8 de LaBox, le bouquet de chaînes proposé aux résidents par Monaco Telecom. Elle est diffusée localement sur la TNT par Monaco Média Diffusion depuis son émetteur du Mont Agel sur le canal 35 UHF. Visible à Monaco et dans la région de Menton à Fréjus-Saint-Raphaël, voire la zone Bormes-Le Lavandou. Monaco Info dispose d’une application sur les téléphones et TV Android ainsi que sur iPhone et AppleTV[réf. nécessaire].

## Statut
En tant qu'organe de communication officiel, Monaco Info est pilotée par la Direction de la communication de la Principauté de Monaco, elle-même rattachée au Ministre d’État. Son rôle est de diffuser auprès du public une information se rapportant à l'activité du Gouvernement princier (Prince Albert II, Palais princier, Gouvernement et Parlement) et aux évènements économiques, sportifs ou culturels se déroulant à Monaco (Fête Nationale, Sainte Dévote, Grand prix de Formule 1, Rallye Monte-Carlo, tournoi de tennis de Monte-Carlo, Mare Nostrum, festival de télévision). Ces informations font également l’objet d’une rétrospective hebdomadaire intitulée Monacoscope et diffusée chaque dimanche sur TMC.
Monaco Info, chaîne publique financée par l'État, est diffusée sur le câble monégasque, sur le web et sur les réseaux sociaux. Patricia Navarro occupe le poste de rédacteur en chef depuis 2012. Le directeur de la communication est Geneviève Berti depuis 2016.

## Programmes
Les programmes, axés sur l'information politique, économique, culturelle ou sportive, se développent autour des journaux d’informations quotidiens, diffusés tous les soirs à 19 h puis multi-diffusés.
Les principaux programmes de la chaîne sont :
- Le JT, journal d’information généraliste quotidien ;
- Monacoscope, journal d’information hebdomadaire en italien, en allemand, en anglais et en langue des signes reprenant les informations fortes de la semaine (également diffusé chaque dimanche sur TMC) ;
- Actusport, magazine sportif ;
- Asphalte, magazine automobile ;
- Backstage magazine musical ;
- Cinéma, les films de la semaine ;
- Coach U, magazine fitness ;
- Découvertes, magazine de voyage ;
- Monacook, magazine culinaire ;
- Sunshine, magazine de yoga ;
- Tout l’art du cinéma, magazine cinéphile ;
- Trésors d’archives, magazine d’Histoire ;
- Regard extérieur, magazine d’interview ;
- Rencontre, portrait en images ;
- L’Émission, magazine sur l’AS Monaco ;
- Rendez-vous à Monaco, interviews et rencontres.

Les grands évènements en Principauté font l’objet d’une couverture en direct (Fête nationale, Rallye Monte-Carlo, Festivités de la Sainte Dévote, émissions sportives spéciales...).